# Príncipe Murat
El Príncipe Murat es un título principesco francés que traza sus orígenes en 1804, cuando el emperador Napoleón concedió el rango de prince français a su cuñado Joaquín Murat, quien subsiguientemente reinó como rey de Nápoles entre 1808 y 1815. El 5 de diciembre de 1812, el segundo hijo de Joaquín Murat, Luciano, fue creado Príncipe soberano de Pontecorvo (un enclave en el Reino de Nápoles) sucediendo a Jean-Baptiste Jules Bernadotte, por Decreto Imperial.
El título de Príncipe de Pontecorvo todavía es utilizado en nuestros días para el heredero del jefe de la familia. La familia Murat es conocida colectivamente como la Casa de Murat (en francés: Maison Murat).

## Jefes de la familia
| Imagen | Nombre                                                        | Fecha de nacimiento     | Fecha de muerte                       | Inicio de tenencia      | Fin de tenencia                           |
| ------ | ------------------------------------------------------------- | ----------------------- | ------------------------------------- | ----------------------- | ----------------------------------------- |
|        | Joaquín, 1º Príncipe Murat También Rey de Nápoles (1808-1815) | 25 de marzo de 1767     | 13 de octubre de 1815 (edad 48 años)  | 1805                    | 13 de octubre de 1815 (10 años, 285 días) |
|        | Aquiles, 2º Príncipe Murat                                    | 21 de enero de 1801     | 15 de abril de 1847 (edad 46 años)    | 13 de octubre de 1815   | 15 de abril de 1847 (31 años, 184 días)   |
|        | Luciano, 3º Príncipe Murat                                    | 16 de mayo de 1803      | 10 de abril de 1878 (edad 74 años)    | 15 de abril de 1847     | 10 de abril de 1878 (30 años, 360 días)   |
|        | Joaquín, 4º Príncipe Murat                                    | 21 de junio de 1834     | 23 de octubre de 1901 (edad 67 años)  | 10 de abril de 1878     | 23 de octubre de 1901 (23 años, 196 días) |
|        | Joaquín, 5º Príncipe Murat                                    | 28 de febrero de 1856   | 2 de noviembre de 1932 (edad 76 años) | 23 de octubre de 1901   | 2 de noviembre de 1932 (31 años, 10 días) |
|        | Joaquín, 6º Príncipe Murat                                    | 6 de agosto de 1885     | 11 de mayo de 1938 (edad 52 años)     | 2 de noviembre de 1932  | 11 de mayo de 1938 (5 años, 190 días)     |
|        | Joaquín, 7º Príncipe Murat                                    | 16 de enero de 1920     | 20 de julio de 1944 (edad 24 años)    | 11 de mayo de 1938      | 20 de julio de 1944 (6 años, 70 días)     |
|        | Joaquín, 8º Príncipe Murat                                    | 26 de noviembre de 1944 |                                       | 26 de noviembre de 1944 | En el cargo (77 años)                     |

El heredero es el único hijo del actual jefe de la familia, Joaquín, Príncipe de Pontecorvo (nacido el 3 de mayo de 1973).